# Umowa między Rzecząpospolitą Polską i Królestwem Holandii o popieraniu i wzajemnej ochronie inwestycji
Umowa między Rzecząpospolitą Polską i Królestwem Holandii o popieraniu i wzajemnej ochronie inwestycji – jest dwustronną polsko-holenderską umową gospodarczą. Sporządzona i podpisana została 7 września 1992. Nazywana także umową o ochronie inwestycji.
Celem umowy jest wzmocnienie współpracy gospodarczej pomiędzy Polską i Holandią z korzyścią dla obu państw. Strony zobowiązały się do stworzenia korzystnych warunków dla przedsiębiorczości oraz ochronie wzajemnych inwestycji na terytorium obu krajów.
Umowa składa się z 13 artykułów oraz protokołu. Umowa zawarta została na okres 15 lat z opcją automatycznego przedłużenia na okres 10 lat w wypadku braku jej wypowiedzenia przez strony. Po upływie 15 lat żadna ze stron nie wypowiedziała umowy.
13 kwietnia 2018 r. sejm przyjął ustawę o  wypowiedzeniu umowy między Rzecząpospolitą Polską i Królestwem Holandii o popieraniu i wzajemnej ochronie inwestycji. Ustawa została przekazana prezydentowi RP do podpisu. 

## Wykorzystanie
Najbardziej znanym przypadkiem powołania się na umowę i jej wykorzystania był spór pomiędzy Ministerstwem Skarbu Państwa a holenderską spółką Eureko B.V. o prywatyzację PZU. Strona polska wycofała się z umowy prywatyzacyjnej w PZU, na mocy której Eureko, właściciel 31% akacji PZU, mógł zakupić dodatkowe 21% akcji i zdobyć pakiet większościowy. Eureko powołując się na złamanie umowy o ochronie inwestycji oddało sprawę do Trybunału Arbitrażowego w Londynie. 25 sierpnia 2005 Trybunał orzekł, że w tym wypadku Polska naruszyła art. 3.1, 3.5 i 5 umowy.
Po licznych odwołaniach i wieloletnim procesie sądy przyznały rację Eureko. Następstwem było zawarcie w październiku 2009 ugody między stronami, szacowanie strat przez Eureko, odszkodowanie dla holenderskiej spółki oraz negatywny wpływ na wizerunek Polski jako kraju przyjaznego zagranicznym inwestorom.